# La Fée Printemps (film, 1906)
La Fée Printemps je francouzský němý film z roku 1906. Režisérkou je Alice Guy (1873–1968). Film byl ručně kolorován.

## Děj
Film zachycuje muže a ženu, jak během zimy pomohou pocestné staré paní. Ta se poté přemění ve vílu, která je obdaruje jarem.